# 관용
관용(寬容, 영어: toleration) 또는 톨레랑스(프랑스어: tolérance)는 정치, 종교, 도덕, 학문, 사상, 양심 등의 영역에서 의견이 다를 때 논쟁은 하되 물리적 폭력에 호소하지는 말아야 한다는 이념을 말한다.

## 의의
관용의 이념은 인간 개개인을 이성적인 주체로 파악하고, 이견이나 쟁점이 있을 때 공개적인 토론을 통해서 어떤 개개인이 종전에 가지고 있던 생각보다 더 나은 결론에 도달할 수 있다는 계몽주의적인 믿음을 바탕으로 삼는다. 자유로운 토론을 통해 진리를 탐구하고 중지를 모은다는 정도의 막연한 생각은 고대 그리스의 플라톤이나 아리스토텔레스로부터도 연원을 찾을 수 있지만, 이런 생각들이 보다 정치하게 다듬어져서 하나의 체계적인 사회조직원리로 발전한 것은 주로 계몽주의 시대 이후의 일이다. 영국에서는 존 밀턴, 존 로크, 존 스튜어트 밀 등이 대표적인 관용론자이고, 프랑스에서는 볼테르를 들 수 있다.
관용의 이념은 어떤 이론이나 주장을 틀렸거나 해롭다는 이유로 표현 자체를 봉쇄하면 안 된다는 것이다. 어떤 이론이 틀렸거나 해롭다는 것은 곧 그것을 틀렸거나 해롭다고 여기는 주체가 있다는 말이 된다. 그때 그 주체는 그 이론이 틀렸기 때문에 또는 해롭기 때문에 싫어한다고 말하겠지만, 사실은 싫어하기 때문에 틀렸거나 해로운 것으로 여기는 것일지도 모르는 경우가 많다. 정치권력에 의해서든 사회적 다수의 권력에 의해서든 당대에는 탄압과 박해를 받았지만, 나중에 옳은 신조 또는 유용한 이론으로 판명되어 부활한 사례들이 인류의 역사에는 많다.
현대 자유민주주의 체제는 예외 없이 복수정당제를 허용하는데, 이는 정부에 대한 반대를 반역으로 간주하지 않는다는 관용의 표현이다. 또 자유민주주의 체제는 거의 모두 표현의 자유를 인민의 기본권으로 표방하는데, 거기에는 양심, 종교, 사상, 학문, 언론, 출판, 집회, 결사의 자유가 포함되며, 바로 이와 같은 자유들이 곧 관용의 이념을 대변한다.

## 볼테르의 명구
관용에 관해서는 볼테르의 말로 전해지는 명구가 하나 있다.

I disapprove of what you say, but I will defend to the death your right to say it. 

나는 네가 말한 것을 비난하지만, 그것을 말할 네 권리를 나는 죽을 때까지 지키겠다.

그러나 이 말은 전거가 불분명하다. 볼테르가 한 말이 아니고 20세기에 부주의로 말미암아 발생한 착오라는 것이 정설인데 착오의 연원이 정확하게 밝혀지지는 않았다. 우선 1906년 에벌린 홀이 탈렌타이어라는 필명으로 출간한 《볼테르의 친구들》이 착오의 연원 중 하나이다. 홀은 이 책에서 엘베시우스에 관한 볼테르의 평가를 전하면서 볼테르가 한 말을 인용하는 중간에 자기가 지은 문구를 삽입했는데, 그 때문에 그 문구가 볼테르의 말로 여겨지는 착오가 생겼다는 것이다. 홀 자신이 후일 이를 해명하고, 자신의 부주의 때문에 독자들을 오도한 결과에 유감을 표명했다.
그런데 《프랑스 명구집》(1963)을 지은 거터만에 따르면, 볼테르가 1770년에 르리시라는 수도원장에게 보낸 편지에 "신부님, 저는 귀하께서 말한 내용이 싫습니다. 그러나 귀하께서 발언을 계속할 수 있도록 제 목숨이라도 바치겠습니다"라고 말한 대목을 홀 자신이 전거로 삼아서 표현만 변용했다고 한다. 그렇지만 1770년 2월 6일자 르리시에게 보낸 볼테르의 편지에는 그런 문구뿐 아니라 비슷한 발상도 보이지 않는다. 볼테르가 18세기의 상황에서 편견을 공격하고 지적 도덕적 개방성을 강조한 계몽주의자인 것은 맞지만, 19세기의 철저한 관용론자였던 존 스튜어트 밀과는 다른 관용론자였다. 볼테르는 때로 자기가 싫어하는 저술들에 대한 검열을 바라는 마음을 비친 적도 있다.

## 관용과 표현의 자유
존 스튜어트 밀은 표현의 자유를 무제한적이고 절대적으로 허용해야 한다고 주장했다. 이는 자유민주주의 체제의 원리로 수용되어, 지금은 자유민주주의인지 아닌지를 분별하는 시금석에 해당한다.
표현의 내용이 무제한이라는 것이지 표현의 방식, 즉 행동에는 제약이 당연히 있어야 한다. 이때 유의할 점은 행동에 대한 제약의 경계를 단지 일반 형법으로 정한다는 것이다. 즉, 폭력, 살인, 방화, 사기 등이 범죄일 따름으로 무슨 정치적 목적이 있는지 없는지를 문제삼지 않는다는 얘기다.
밀은 다른 사람에게 해를 끼치는 데서 자유가 끝난다고 봤다. 이 느슨한 문구에 관해 철학, 법철학, 정치학, 법학계에서 많은 논란이 있어 왔는데, 올리버 웬델 홈스 판사는 "명백하고 현존하는 위험"(clear and present danger)이라는 기준을 제시했다. 이에 더해 현재 미국 연방대법원은 폭력수단을 통해 정부전복을 시도하라는 이론은 말이나 글로만 표현되더라도 권리 장전 제1조가 정한 표현의 자유로 보호받을 수 없다는 입장을 취한다.

## 관용의 역설
관용의 역설이란 불관용을 관용할 수 있느냐는 질문에 함축되는 역설이다. 불관용을 관용하면 곧 불관용이 생기고, 불관용을 관용하지 않아도 곧 불관용이 생기므로, 어차피 모든 의견을 관용할 수는 없다는 반문이다. 그러나 이는 "모든 의견을 관용한다"에서 "모두"를 유의미한 맥락 너머까지 잡아늘인데서 발생하는 일종의 언어적 착시현상이라고 볼 수 있다. 관용은 기본적으로 양심, 사상, 표현의 자유를 말하는 것이므로, 표현의 자유를 부인하는 사상도 표현의 자유는 누려야 하지만, 표현의 자유를 압살하려는 정권에 대한 관용까지가 관용의 이념에 포함될 수는 없기 때문이다. 다시 말해, 표현의 자유를 신봉하는 사람이 표현의 자유를 억압하는 체제에 저항하는 것은 전혀 모순이 아니고 당연한 논리적 귀결이 되는 것이다.
다시 말하면 전체주의를 설파하는 이론은 관용의 대상이고, 선거를 통해서 전체주의 정권을 잡으려는 시도도 관용의 대상이 되지만, 그런 정권이 무력으로 표현의 자유를 억압하려들면 당연히 관용의 이름으로 저항하는 것이 전혀 역설이 아니라는 반론이 가능하다.
이와 같은 논리적인 역설 이외에, 현실정치의 역설로는 히틀러의 경우가 자주 거론된다. 관용을 기반으로 삼아서 성립한 바이마르 공화국이 히틀러의 발호를 허용한 결과 나치스의 파시즘이 정권을 잡도록 길을 열어줬다는 역설이다. 히틀러에 비해 정도는 훨씬 덜하지만, 2차대전기에는 영국이나 미국에서도 전체주의 성향이 나타나서 예컨대 미국정부는 일본계 미국인들을 수용소에 가둔 예가 있다. 가까이는 2001년 9·11 테러를 기화로 조지 W. 부시 행정부는 아랍계를 비롯한 외국인들에 대해 불관용적인 정책을 시행했다.

## 같이 보기
- 국제 관용의 날
- 종교 박해
- 종교다원주의
- 무관용 원칙

## 참고 문헌
- 홍세화, 《나는 파리의 택시운전사》, 창작과비평사, 1995.
- 홍세화, 《세느강은 좌우를 나누고 한강은 남북을 가른다》, 한겨레신문사, 1999.
- 필리프 사시에 저, 홍세화 역, 《왜 똘레랑스인가》, 상형문자, 2000.
- Samuel Taylor Coleridge, "The Friend, vol. I", Collected Works of Coleridge, Princeton University Press, 1969.
- Norbert Guterman, A Book of French Quotations, 1963
- Evelyn Beatrice Hall, "Voltaire never said it", Modern Language Notes, vol. LVIII, Johns Hopkins Press, 1943.
- John Stuart Mill, On Liberty.
- S. G. Tallentyre, The Friends of Voltaire, 1906.